# Lauren Koslow
Lauren Koslow (Boston, 9 marzo 1953) è un'attrice statunitense.
È famosa per il suo ruolo di Lindsey Wells in Febbre d'amore, di Margo MacClaine Lynley in Beautiful e di Kate Roberts in Il tempo della nostra vita.

## Biografia
Koslow è nata a Boston, dove ha trascorso i primi anni della sua infanzia.

### Attrice
Ha iniziato la sua carriera di attrice lavorando in tournée in teatro passando poi alla televisione a metà degli anni '80, Koslow è stata scelta per il ruolo di Lindsay Wells nella soap opera Febbre d'amore, che ha interpretato dal 1984 al 1986 per poi passare a Beautiful nel ruolo di Margo Lynley dall'inizio della soap fino al 1992 per poi tornare in un cameo nel 2002. Durante i primi anni '90, Koslow ha avuto ruoli da guest star in diverse serie tra cui Due poliziotti a Palm Beach e La tata. Tornò alla televisione nel 1996, sostituendo l'attrice Deborah Adair nella soap opera Il tempo della nostra vita nel ruolo di Kate Roberts, ruolo che ricopre tuttora.

### Vita privata
Koslow ha sposato il truccatore Nicky Schillace nel 1987. Insieme hanno tre figli: Emilia Katari Koslow-Schillace, Zachariah Koslow Schillace e Milli Kate Schillace. Nell'ottobre 2021, Koslow ha annunciato di essersi riunita al figlio primogenito Josh, dal quale era stata separata (per circostanze sconosciute) tre giorni dopo la sua nascita.

## Filmografia

### Cinema
- Una rockstar in cerca d'amore (Hard to Hold), regia di Larry Peerce (1984)

### Televisione
- Febbre d'amore (The Young and the Restless) – soap opera, 28 episodi (1984-1986)
- Mike Hammer investigatore privato (Mike Hammer) – serie TV, episodio 3x06 (1986)
- Spies – serie TV, episodio 1x06 (1987)
- Due poliziotti a Palm Beach (Silk Stalkings) – serie TV, episodio 3x06 (1993)
- La tata (The Nanny) – serie TV, episodio 1x15 (1994)
- Hollywood - La valle delle bambole (Valley of the Dolls) – serie TV, episodio 1x10 (1994)
- Beautiful (The Bold and the Beautiful) – soap opera, 512 episodi (1987-1992, 2002) - Margo MacLaine Lynley
- Il tempo della nostra vita (Days of Our Lives) – serial TV, 2855 episodi (1996-in corso)
- When Actors Need Money – serie TV (2009)
- Criminal Minds: Suspect Behavior – serie TV, episodio 1x03 (2011)
- Grandi notizie (Great News) – serie TV, episodio 1x04 (2017)
- Bellezza letale (Good Deed), regia di Craig Goldsmith – film TV (2018)

## Doppiatrici italiane
Nelle versioni in italiano delle opere in cui ha recitato, Lauren Koslow è stata doppiata da:
- Melina Martello in Beautiful
- Barbara Berengo Gardin in Criminal Minds: Suspect Behavior